# Carl Josefsson
Carl Vilhelm „Knubb” Josefsson (Svédország, Stockholm, 1895. szeptember 1. – Svédország, Huddinge, 1974. november 3.) svéd olimpikon, jégkorongozó kapus.
Az 1924. évi téli olimpiai játékokon, jégkorongban a 4. lett a svéd csapattal. Első mérkőzésükön a svájciakat verték 9–0-ra, utána Kanadától kikaptak 22–0-ra, majd a csehszlovákokat verték 9–3-ra. Ezután jött a négyes döntő, ahol a kanadaiak elleni mérkőzés beszámított, így játszottak az amerikaiak ellen, ami 20–0-s vereség lett, majd a britek is megverték őket 4–3-ra.
Részt vett az 1922-es jégkorong-Európa-bajnokságon, ahol ezüstérmes lett. Az 1924-es jégkorong-Európa-bajnokságon nem szerzett érmet.
A klubcsapata a Kronobergs IK volt 1920–1921-ben. 1921 és 1932 csak a Nacka SK-ban játszott.